# Progress in Physics
Progress in Physics est une revue scientifique en libre accès controversée, qui publie des articles en physique théorique et expérimentale, y compris des thèmes connexes aux mathématiques .

## Objectifs et processus de révision par des pairs
La revue promeut une science juste et non commerciale, comme indiqué dans sa Déclaration de liberté académique :  
 En raison de la jalousie furtive et des intérêts particuliers, la science moderne abhorre les discussions ouvertes et bannit délibérément les scientifiques qui remettent en question les opinions orthodoxes. Très souvent, les scientifiques d'une capacité exceptionnelle, qui soulignent les lacunes dans la théorie actuelle ou l'interprétation des données, sont étiquetés comme des illuminés, afin que leurs points de vue puissent être commodément ignorés. 
La revue se décrit comme étant évaluée par des pairs . La procédure de révision est décrite ainsi :  
La revue promeut la liberté académique individuelle et examinera tous les travaux sans égard aux affiliations. Pour cette raison, les articles publiés dans Progress in Physics ne représentent pas nécessairement les points de vue scientifiques du comité éditorial ou de ses membres individuels. Toutes les soumissions seront transmises à des experts invités, dont le domaine professionnel est proche de la soumission. La décision concernant la soumission sera prise par les éditeurs, selon les recommandations obtenues de la part des évaluateurs. 
Les évaluateurs des articles publiés ne sont pas mentionnés, alors que l'anonymat des évaluateurs est critiqué dans « l'article 8 : Liberté de publier des résultats scientifiques » de la Déclaration de liberté académique . Ce document critique sévèrement le système actuel d'évaluation par les pairs et emploie les termes « censure », « arbitres soi-disant experts », « liste noire » et « pots-de-vin ». La revue a publié des articles de plusieurs auteurs qui, avec certains des éditeurs, affirment avoir été mis sur la liste noire de l' arXiv de l' Université Cornell, en tant que partisans de théories scientifiques marginales .

## Controverses
La revue a été fondée par Dmitri Rabounski, Florentin Smarandache, et Larissa Borissova en 2005, et est publiée trimestriellement. Rabounski est le rédacteur en chef, tandis que Smarandache et Borissova agissent comme rédacteurs associés. Elle a été incluse dans la Liste de Beall des revues potentiellement prédatrices au moment où cette liste a été mise à jour pour la dernière fois. Depuis 2008, l'Index Scientifique Norvégien l'a classée comme revue de "Niveau 0", indiquant que les publications qui y paraissent ne comptent pas pour les carrières académiques officielles ou pour les fins de financement public.

## Indexation et résumé
La revue est ou a été indexée et résumée dans les bases de données bibliographiques suivantes :
- MathSciNet, jusqu'en 2012[5].
- zbMATH, jusqu'en 2015[6].

Il a été indexé dans l'agrégateur (payant) Open J-Gate et sur le site Scientific Commons.